# ون تشانغ
ون تشانغ (بالصينية: 文章) هو ممثل صيني، ولد في 26 يونيو 1984 في الصين.

## وصلات خارجية
- ون تشانغ على موقع IMDb (الإنجليزية)
- ون تشانغ على موقع قاعدة بيانات الفيلم (الإنجليزية)